# Kniegelenk

Vereinfachter Aufbau des rechten Kniegelenkes (Ansicht von vorn, schematisch)

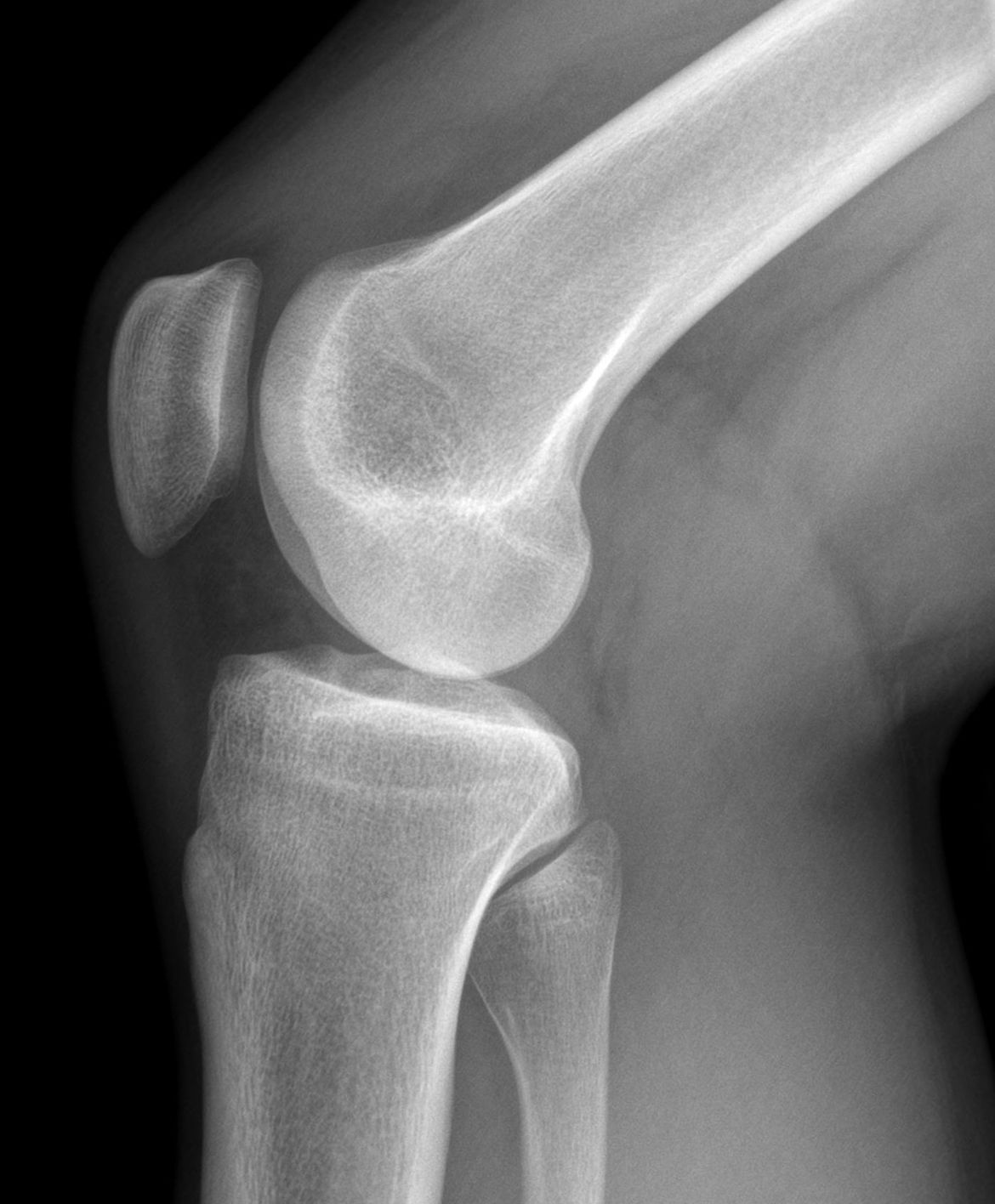
Röntgenbild eines rechten Kniegelenkes (Ansicht von der medialen Seite)

Das Kniegelenk (lateinisch Articulatio genus) ist das im Knie (lateinisch Genu, altgriechisch γόνυ gony) befindliche größte Gelenk der Säugetiere. Der Oberschenkelknochen (Femur), das Schienbein (Tibia) und die Kniescheibe (Patella) bilden dabei die knöchernen Gelenkkörper.
Das Kniegelenk ist ein zusammengesetztes Gelenk. Es besteht aus zwei Einzelgelenken, dem Kniescheibengelenk (Articulatio femoropatellaris), welches sich zwischen Oberschenkelknochen und Kniescheibe befindet, und dem Kniekehlgelenk (Articulatio femorotibialis), das zwischen Oberschenkelknochen und Schienbeinkopf (Caput tibiae) liegt. Anatomisch gesehen handelt es sich bei dem proximalen Gelenk zwischen Schienbein (Tibia) und Wadenbein (Fibula) (Articulatio tibiofibularis) zwar um ein eigenständiges Gelenk, das aber in der Regel über eine Ausbuchtung der Kniegelenkkapsel (Recessus subpopliteus) mit dem Kniegelenk verbunden ist.
An der Hinterseite des Kniegelenkes liegt die Kniekehle (Fossa poplitea), in deren Tiefe wichtige Blutgefäße und Nerven verlaufen. Zudem sind hier die Kniekehllymphknoten (Lymphonodi poplitei) ausgebildet.

## Etymologie
Die gemeingerm. Körperteilbezeichnung mhd. knie, ahd. kneo geht auf idg. ḡenu- „Knie“ zurück.

## Knöcherne Strukturen und Gelenkflächen
Die Gelenkflächen der Gelenkkörper sind mit hyalinem Gelenkknorpel überzogen, der sich unter der Wirkung übertragener Kräfte verformt und damit die Kontaktflächen bereitstellt, auf denen die Flächenpressdrücke das notwendige Kräftegleichgewicht herstellen. Die Gelenkflächen können nur Druckkräfte übertragen. Da in der Regel nur Teile der Gelenkflächen als Kontakt- und Tragflächen fungieren, sind die tatsächlichen Pressdrücke wesentlich höher als die aus den anatomischen Gelenkflächen geschätzten Drücke, sie übersteigen den Blutdruck um ein Vielfaches. Daher sind im Gelenkknorpel auch keine Blutgefäße, denn der Blutdruck könnte keinen Stoffaustausch gegen den Gewebedruck aufrechterhalten. Der zwischen den beiden Knorpeloberflächen liegende Gelenkspalt ist sehr dünn: lediglich einige Moleküllagen Gelenkschmiere passen hier hinein. Die Dimension des Gelenkspalts liegt im Mikrometerbereich und ist im Röntgenbild nicht darstellbar. Was der Orthopäde als „Gelenkspalt“ bezeichnet sind die beiden strahlendurchlässigen Knorpelschichten der Gelenkkörper. Der Gelenkknorpel ist von Kollagenfasern durchzogen, die ihn auf dem Knochen befestigen und ihm eine gewisse Zugfestigkeit verleihen. Am Gelenkspalt verlaufen sie in horizontaler Richtung (die sogenannte Tangentialfaserschicht) und unterstützen das Gleiten der Gelenkkörper.

### Oberschenkelknochen

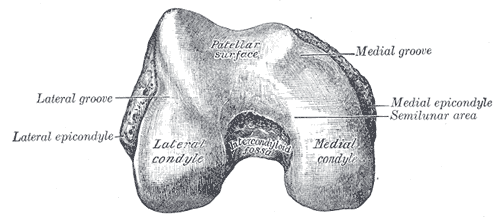
Gelenkflächen des rechten Oberschenkelknochens (Ansicht von unten, schematisch)

Der Oberschenkelknochen endet kniewärts (distal) mit zwei recht breiten, leicht nach außen gekrümmten (konvexen) Gelenkknorren (Condylus lateralis femoris und Condylus medialis femoris), die von vorne nach hinten verlaufen und zwischen denen auf der Rückseite eine schmale Grube (Fossa intercondylaris) liegt. Die Oberfläche der Gelenkknorren (Condyli ossis femoris) ist spiralförmig angelegt, so dass der Mittelpunkt der Drehbewegung des Gelenkes unter der Bewegung eine spiralförmige Bewegungsbahn beschreibt. Der innere Gelenkknorren ist in waagerechter Richtung (sagittal) ein bis zwei Zentimeter größer als der äußere und steht weiter vom Gelenk entfernt.
Die Knorpelschicht der Oberschenkelknorren ist dünner als die der Kniescheibe, wobei die äußere Gleitfläche von einer dickeren Knorpelschicht überzogen ist als die innere.
Die Oberschenkelknorren divergieren etwas gelenkferner und nach hinten. Der äußere Gelenkknorren ist vorne breiter als hinten, während der innere Gelenkknorren eine gleichmäßige Breite besitzt. In horizontalen Ebenen sind die Gelenkknorren um eine vertikale Achse nur leicht gekrümmt. In der vertikalen Ebene nimmt die Krümmung nach hinten zu, das heißt, der Krümmungsradius wird kleiner. Der innere Gelenkknorren ist noch zusätzlich um eine vertikale Achse gekrümmt (Rotationskrümmung).
Auf der Gelenkfläche des Oberschenkelknochens (Vorderseite) verläuft eine flache, zwischen beiden Gelenkknorren liegende Gleitrinne für die Kniescheibe (Facies patellaris femoris bzw. Trochlea ossis femoris). Diese Gleitrinne unterteilt die Gelenkflächen in zwei Facetten. Die äußere Facette ist etwas größer und läuft gelenknäher und weiter vorne als die kleinere innere. Im Unterschied zu dieser kann sie so vor allem während der Beugung mehr Druck aufnehmen.

#### Besonderheiten bei vierfüßigen Säugetieren
Die Oberschenkelknochen weisen bei vierfüßigen Säugetieren eine Krümmung nach außen auf, deren Krümmungsradius nach hinten größer wird. Dadurch kommt es bei zu starker Beugung (Hyperflexion) zu einer stärkeren Spannung der Seitenbänder (Kollateralbänder), wodurch die Bewegung gebremst wird (sogenanntes Spiralgelenk). Das Gelenk befindet sich immer in einer Beugestellung. Die maximale Streckung geht zum Beispiel bei Hunden nicht über einen nach hinten offenen Winkel von 150° hinaus.

#### Besonderheiten bei Vögeln
Der Oberschenkelknochen ist bei Vögeln kurz. Er dient dazu, den Ansatzpunkt des Beines über den Schwerpunkt des Vogels zu verlagern, um so ein möglichst energiesparendes Stehen und Laufen zu ermöglichen. Der Schwerpunkt der meisten Vögel liegt sehr tief, etwa auf der Höhe des Kniegelenkes (Siehe auch Vogelskelett).

### Schienbein

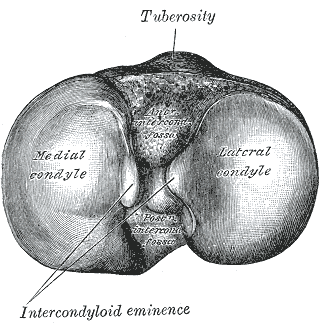
Gelenkflächen des rechten Schienbeines (Ansicht von oben, schematisch)

Das obere Ende des Schienbeines läuft ebenfalls in zwei, leicht nach innen gekrümmte Gelenkknorren (Condylus lateralis tibiae und Condylus medialis tibiae) aus. Dazwischen befinden sich ein erhabener Knochenfirst (Eminentia intercondylaris), der sich in zwei kleine Höcker unterteilt (Tuberculum intercondylare mediale und Tuberculum intercondylare laterale) und zwei Einmuldungen (Area intercondylaris anterior – bei Tieren Area intercondylaris cranialis – und Area intercondylaris posterior – bei Tieren Area intercondylaris caudalis). Die gesamte obere Fläche des Schienbeins wird als Schienbeinplateau bezeichnet, die die Gelenkfläche des Schienbeins (Facies articularis superior tibiae) für das Kniegelenk bildet. Da sich der Knochenfirst über das gesamte Schienbeinplateau erstreckt, bleibt die Drehbewegung als mögliche Bewegungsrichtung des Gelenkes erhalten.

### Kniescheibe

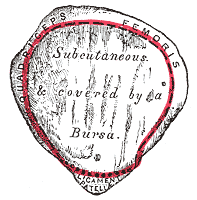
Gelenkfläche der Kniescheibe mit den Ansatzstellen des Schleimbeutels (Ansicht von hinten, schematisch)

Die Kniescheibe ist dreieckig und an ihrer Vorderfläche etwas nach außen gewölbt. Sie ist als Sesambein in die Ansatzsehne des vierköpfigen Oberschenkelmuskels (Musculus quadriceps femoris) eingelagert, der sie von oben kommend einbettet. Von ihrer unteren Spitze (Apex patellae) entspringen die Fasern des Kniescheibenbandes (Ligamentum patellae). Auf der Hinterseite der Kniescheibe (Facies articularis patellaris) befindet sich ein First, der die Gelenkflächen in zwei Facetten unterteilt. Ihre Knorpelschicht ist etwa sechs Millimeter dick.
Bei gebeugtem Knie liegt die Kniescheibe fest in der Furche kurz oberhalb des Gelenkspaltes zwischen Oberschenkelknochen und Schienbein, bei gestrecktem Bein weiter oberhalb. Deshalb lässt sie sich zwar bei Streckstellung und entspannter Muskulatur ein wenig nach rechts und links verschieben, jedoch nicht in Beugestellung.
Hauptaufgabe der Kniescheibe ist die Verlängerung des Hebelarms und somit des Drehmoments des Quadrizeps, da sie den Abstand seiner Kraftwirkungslinie vom Bewegungszentrum des Kniegelenks erhöht. Zudem dient sie der Führung der Sehne und verringert den Widerstand der Gleitbewegung der Sehne über den Knochen.

#### Besonderheiten bei Hunden
Neben der Kniescheibe existieren bei Hunden noch drei weitere Sesambeine am Kniegelenk. Die Fabellae befinden sich in der Ursprungssehne der beiden Köpfe des zweiköpfigen Wadenmuskels (Musculus gastrocnemius). Die seitliche Fabella ist größer als die mittige. Beide artikulieren mit dem Oberschenkelknochen. Das dritte Sesambein liegt in der Ursprungssehne des Kniekehlmuskels (Musculus popliteus) in der Kniekehle.

## Gelenke

### Kniescheibengelenk
Das Kniescheibengelenk (Articulatio femoropatellaris) ist das Gelenk zwischen Oberschenkelknochen und Kniescheibe. Dabei stehen sich die mit hyalinem Knorpel überzogene Gelenkfläche auf der Rückseite der Kniescheibe (Facies articularis patellae) und die auf der Vorderseite des Oberschenkelknochens (Facies patellaris femoris) gegenüber. Die Kniescheibe gleitet bei Beugung und Streckung in der für sie vorgesehenen Rinne etwa fünf bis zehn Millimeter über den Oberschenkelknochen, der Eintritt in die Rinne erfolgt bei ungefähr 30° Beugung. Diese Gelenkform wird auch als Schlittengelenk (Articulatio delabens) bezeichnet.

#### Kräfte im Kniescheibengelenk
Die Kraft, mit der die Kniescheibe auf den Oberschenkelknochen wirkt, wird als Gelenkreaktionskraft des femoropatellaren Gelenks (patellofemoral joint reaction force, PFJR) bezeichnet. Sie ist der resultierende Kraftvektor aus den Vektoren der Sehne des M. quadriceps femoris sowie des Ligamentum patellae. Die Größe der PFJR ist von dem Winkel, in dem sich das Kniegelenk befindet, und von der Kraft, die vom M. quadriceps femoris ausgeübt wird, abhängig.
Mit zunehmender Beugung im Kniegelenk verschieben sich die Kontaktflächen der Gelenke proximal, die gesamte Kontaktfläche vergrößert sich zwischen 20° und 90°. Bei etwa 90° haben die Gelenkflächen ihren größtmöglichen Kontakt. Mit zunehmender Beugung nimmt der Anpressdruck zu und erreicht bei einem Winkel von 70–75° ein Maximum.
Die PFJR kann das Mehrfache des eigenen Körpergewichts überschreiten. Beim Gehen beträgt sie etwa die Hälfte des Körpergewichts (KG) (0,2–0,4 KG; 0,5 KG), beim Treppensteigen 3,3 KG und bei tiefen Kniebeugen 7,6 KG. Beim Laufen können die Gelenkreaktionskräfte zwischen 7 und 11,1 KG betragen, 17,5 KG beim Gewichtheben bis hin zu dem 24-fachen des Körpergewichts bei einem nach unten gerichteten Sprung (downward jump).

#### Besonderheiten bei vierfüßigen Säugetieren

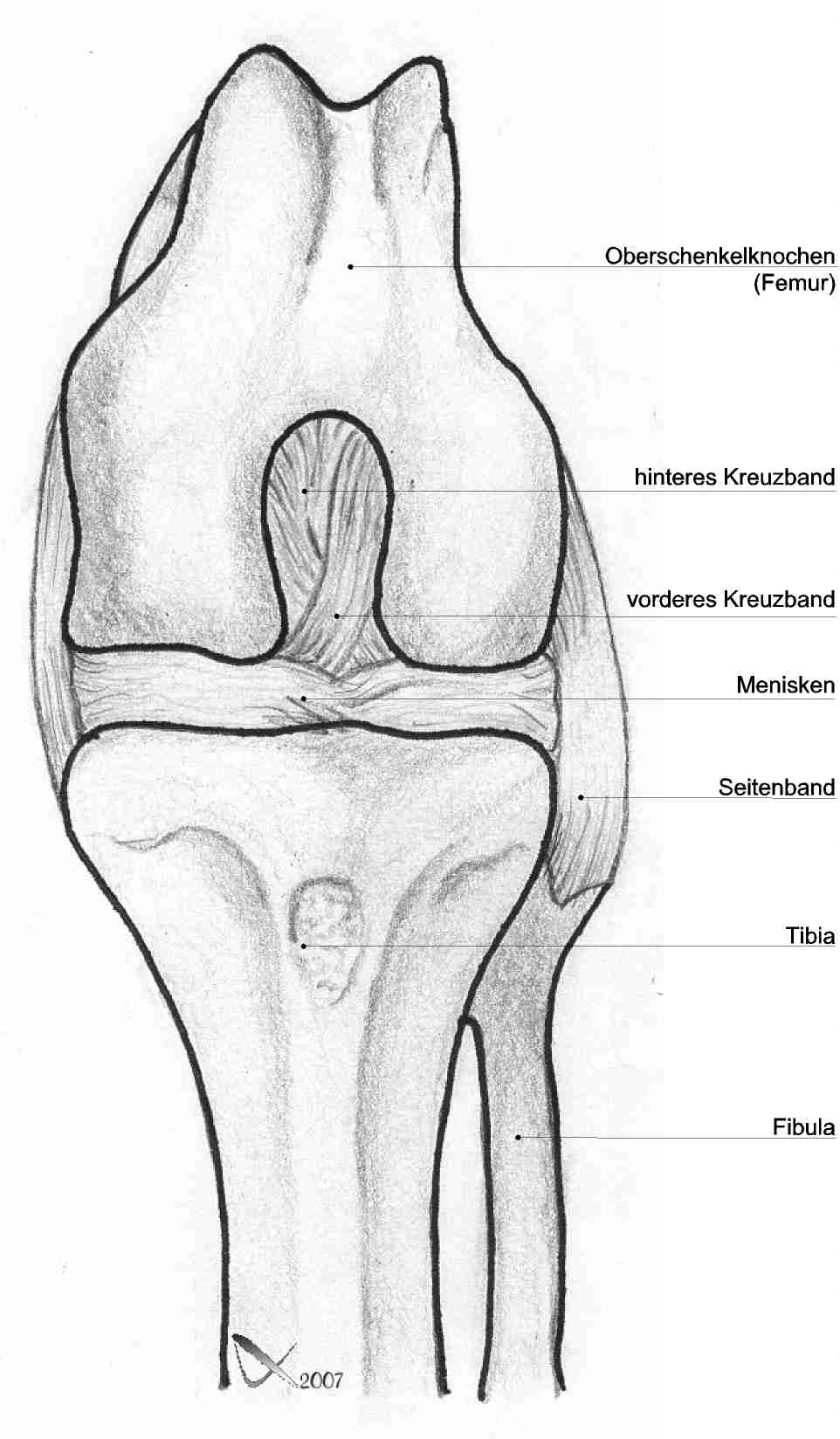
Kniegelenk eines Hundes

Das Kniescheibenband ist bei Pferden und Rindern dreigeteilt. Man unterscheidet ein zur Mitte hin zeigendes (mediales), ein seitliches (laterales) und ein mittleres (intermediäres) Kniescheibenband (Ligamentum patellae mediale, Ligamentum patellae laterale und Ligamentum patellae intermedium). Nur das mittlere setzt an der Schienbeinbeule an, die beiden anderen jeweils seitlich davon.
Zur seitlichen Befestigung der Kniescheibe sind zwei Haltebänder (Ligamentum femuropatellare mediale und Ligamentum femuropatellare laterale) zwischen ihren Seitenrändern und dem Oberschenkelknochen ausgebildet. Bei Raubtieren (Hunde, Katzen) sind diese nur sehr unscheinbar.
Bei Pferden weist das Kniescheibengelenk eine weitere Besonderheit auf. Der zur Mitte zeigende Knorren besitzt am gelenknahen Ende eine deutliche Erhöhung, die so genannte „Nase“ (Tuberculum trochleae ossis femoris). Auf diesem Wulst kann die Kniescheibe mit der Schlaufe zwischen innerem und mittleren Kniescheibenband eingehakt werden. Das Knie ist damit passiv in Streckstellung – weitgehend ohne Einsatz von Muskelkraft – fixiert, was ein beinahe ermüdungsfreies Stehen ermöglicht. Dabei wird ein Bein auf diese Art und Weise fixiert, während das andere entspannt auf der Hufspitze ruht („Schildern“). Nach einer Weile wird dann das ausgeruhte Bein fixiert und das zuvor eingerastete Bein komplett entlastet. Durch Zug des M. quadriceps femoris und Seitwärtszug des Musculus biceps femoris wird die Kniescheibe aus dieser Ruhestellung gelöst, womit die vollständige Beweglichkeit des Gelenks wiederhergestellt ist.

### Kniekehlgelenk
Das Kniekehlgelenk (Articulatio femorotibialis) ist das eigentliche, für die Beugung des Knies zuständige Gelenk. Es ist eine Mischung aus einem Rad- und einem Scharniergelenk, die man als Drehscharnier-, Drehwinkel- (Trochoginglymus) oder bikondyläres Gelenk bezeichnet (ermöglicht somit die Beugung und Streckung, sowie im 90° gebeugten Knie eine leichte Ein- und Auswärtsdrehung) und befindet sich zwischen den nach außen gekrümmten Oberschenkelknorren und dem Schienbeinplateau. Es muss großen Belastungen standhalten, gleichzeitig aber ausreichende Beweglichkeit ermöglichen.

## Menisken

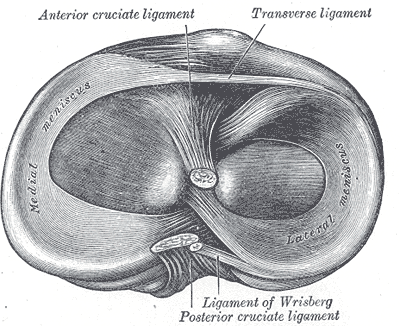
Rechtes Schienbein mit den Menisken (Ansicht von oben, schematisch)

Da die miteinander in Verbindung stehenden (artikulierenden) Gelenkflächen nicht genau aufeinander passen, wird diese „Ungleichheit“ (Inkongruenz) durch halbmondförmige Faserknorpelscheiben, die Menisken ausgeglichen, die den Drehbewegungen folgen können. Eine weitere Aufgabe der Menisken besteht in der Vergrößerung der Kontaktfläche zwischen Schienbein und Oberschenkelknochen.
Man unterscheidet einen Innenmeniskus (Meniscus medialis), der C-förmig, größer und etwas unbeweglicher (da mit dem Innenband verwachsen) ist, und einen Außenmeniskus (Meniscus lateralis), der kreisförmig, kleiner und beweglicher ist (da er mit keinem Seitenband verwachsen ist). Die Menisken sind im Querschnitt keilförmig. Die hohe Kante liegt außen, die niedrige innen. Da die Oberschenkelknochen genau in der Mitte direkt auf dem Schienbeinplateau und peripher auf den Menisken aufliegen, tragen diese einen wesentlichen Teil der Last.
Beim Bewegen des Kniegelenks werden die Menisken von den Oberschenkelkondylen (auch: 'Oberschenkelknorren', abgeleitet von „Baumstumpf“ oder „Holzklotz“, siehe auch: Oberschenkelknochen) vor sich her geschoben: Bei Beugung rollen und gleiten die beiden Kondylen zurück und drängen die Menisken nach hinten, bei Streckung gelangen sie wieder nach vorne. Bei Auswärtsdrehung des Unterschenkels wird der Außenmeniskus auf dem Schienbein nach vorne geschoben, der Innenmeniskus zurückgezogen, bei der Einwärtsdrehung ist es umgekehrt.
Die Menisken können vorne durch ein kurzes, kräftiges Band (Ligamentum transversum genus) verbunden sein, das aber variabel ist und keine Verbindung zum Schienbeinplateau hat. Als eigentliche Verankerung der Menisken strahlen die Fasern der Vorder- und Hinterhörner in das Schienbeinplateau ein und begründen damit die beträchtliche Zugfestigkeit. Zusätzlich können variabel angelegte Bänder (Ligamenta meniscofemoralia) den lateralen Meniskus mit dem inneren Oberschenkelknorren verbinden.
Der Innenmeniskus ist im Gelenkspalt zur Mitte hin am Kniescheibenband tastbar. Bei Innenmeniskusschäden ist hier ein Druckschmerz auslösbar. Diagnostisch hilfreich sind des Weiteren folgende Untersuchungsverfahren, sogenannte Meniskuszeichen:
- Steinmann-I (Steinmann-I-Zeichen): Bei gebeugtem Unterschenkel wird das Knie gedreht. Schmerzen bei einer Innenrotation deuten auf eine Verletzung des äußeren, bei einer Außenrotation auf eine Verletzung des inneren Meniskus hin.
- Steinmann-II (Steinmann-II-Zeichen): Bei Beugung des Kniegelenks wandert der Druckschmerz von vorne nach hinten (da bei Beugung die Menisken nach hinten wandern).
- Apley-Grinding-Test: Rotation bei gebeugtem Kniegelenk in Bauchlage. Schmerzen analog zum Steinmann-I-Zeichen.
- Böhler-Zeichen: Schmerzen bei Abduktion oder Adduktion (Valgus- und Varusstress) im Kniegelenk.
- Payr-Zeichen: Druck auf die Innenseite im Schneidersitz. Dabei auftretende Schmerzen weisen auf eine Innenmeniskusläsion hin.

## Gelenkkapsel, -flüssigkeit und -raum

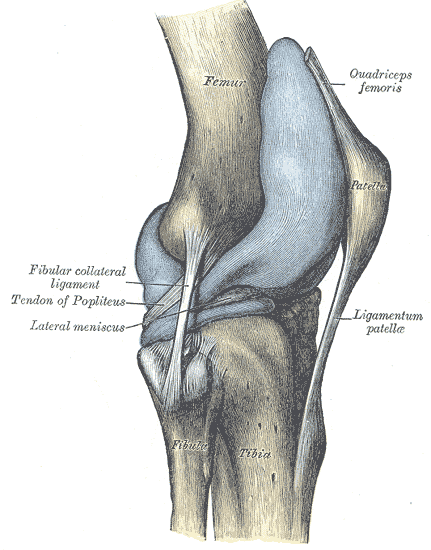
Rechtes Kniegelenk mit Bandapparat, Menisken und Gelenkkapsel (blau) (Ansicht von der äußeren Seite)

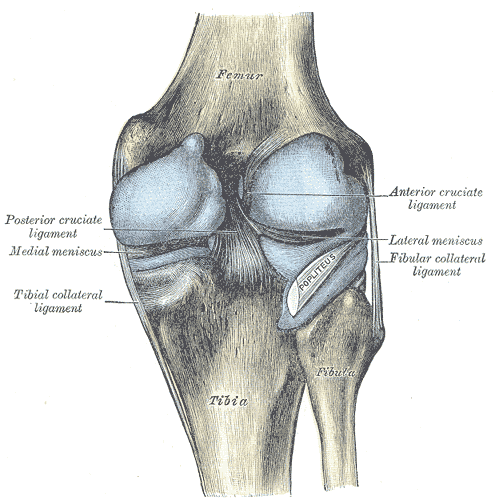
Rechtes Kniegelenk mit Bandapparat, Menisken und Gelenkkapsel (blau) (Ansicht von hinten)

Umhüllt wird das Kniegelenk von einer weiten Kniegelenkkapsel (Capsula articularis genu). Diese ist bei voller Streckung stark angespannt und stabilisiert. Mit zunehmender Beugung erschlafft sie.

### Äußere Schicht
Die äußere Schicht der Gelenkkapsel (Membrana fibrosa capsulae) ist lediglich auf der Hinterseite des Gelenkes sehr stabil, wo sie am gelenknahen Rand der Oberschenkelknochen ansetzt und zur Grube zwischen den Knochen zieht. Dort inseriert sie in der vorderen Einmuldung des Schienbeinplateaus. Der von den beiden Schichten eingefasste Gelenkraum hat im Horizontalschnitt eine hufeisenförmige Gestalt. Seitlich weist die äußere Schicht eine Pforte auf, die als Durchtrittsstelle für den Kniekehlenmuskel (Musculus popliteus) dient. Gelenkfern setzt die Kapsel an den Rändern der Schienbeinknochen an und ist dort fest mit den Menisken verwachsen. Vorn ist die Gelenkhöhle durch die Kniescheibe und das Kniescheibenband begrenzt, mit dem sie ebenfalls verwachsen ist.
Eine wichtige Aufgabe der äußeren Schicht besteht in der sensiblen Versorgung des Knies. In ihr eingebettete Rezeptoren geben wichtige Informationen über Stellung und Veränderung des Zuges und ermöglichen so eine Kooperation mit den Muskeln der gesamten unteren Extremität.

### Innere Schicht
Die innere Schicht der Gelenkkapsel wird als Gelenkinnenhaut (Membrana synovialis capsulae) bezeichnet. Sie liegt der Vorderfläche des Oberschenkelknochens auf, folgt auf der Hinterseite der Knochengrenze und zieht dort über die Grube zwischen den Oberschenkelknorren.
Die Innenhaut bildet die für die Ernährung des Knorpels wichtige Gelenkflüssigkeit (Synovia). Bewegungen des Kniegelenks durchmischen die Gelenkflüssigkeit und verbessern dadurch die Aufnahme von Nährstoffen durch die Knorpelzellen (Chondrozyten). Die richtige Menge und Zusammensetzung der Gelenkflüssigkeit ist außerdem für die Schmierung des Kniegelenkes von entscheidender Bedeutung. Durch sie wird die Reibung der korrespondierenden Knorpelflächen bei der Roll-Gleit-Bewegung minimiert.

### Fettkörper
Das Kniegelenk besitzt einen Fettkörper (Corpus adiposum infrapatellare, auch „Hoffascher Fettkörper“ genannt), der sich vor dem Gelenk zwischen beiden Schichten der Gelenkkapsel befindet. Bei Beugung wird dieser von dem unter Spannung gesetzten Band unter der Kniescheibe zusammengedrückt (komprimiert) und wölbt sich hauptsächlich zur Seite heraus.
Die Fortsetzungen des Fettkörpers entlang den Seiten der Kniescheibe und des Bandes unter der Kniescheibe werden als Fettfalten (Plicae alares) bezeichnet. Sie lassen sich in zwei Züge unterteilen:
- Plica synovialis infrapatellaris, das ursprünglich das Gelenk in zwei Kammern teilte
- Plica alaris, das zu den Seitenrändern der Kniescheibe zieht

### Schleimbeutel

Links Umschlagfalten der Kapsel (joint capsule = Gelenkkapsel)

Um Schäden an den über das Gelenk ziehenden Sehnen vorzubeugen, besitzt das Kniegelenk an besonderen Reibungspunkten oberhalb, vor und unterhalb des Kniegelenkes Schleimbeutel (Bursae), von denen einige eine Verbindung zum Gelenkraum besitzen (Bursa oder Recessus suprapatellaris und Bursa infrapatellaris). Die Bursa infrapatellaris schiebt sich zwischen Kniescheibenband und Schienbein. Ein Schleimbeutel befindet sich hinten in der Gelenkhöhle unter der Ansatzsehne des halbhäutigen Muskels (Musculus semimembranosus) (Bursa musculi semimembranosi). Zwei weitere liegen unter den Ursprungssehnen des zweiköpfigen Wadenmuskels (Musculus gastrocnemius) (Bursa subtendinea musculi gastrocnemii lateralis und Bursa subtendinea musculi gastrocnemii medialis).
Zwei Schleimbeutel besitzen keine Verbindung zum Gelenkraum und sind somit in sich abgeschlossen. Der eine liegt unter der Haut vor der Kniescheibe (Bursa subcutanea prepatellaris), der andere liegt zwischen dem Kniescheibenband und der äußeren Schicht der Gelenkkapsel (Bursa infrapatellaris profunda).

### Aussackungen
Vor der Kniescheibe (suprapatellar) bildet die Gelenkkapsel an der Vorderseite des Oberschenkelknochens eine Aussackung (Bursa oder Recessus suprapatellaris), die sich bei Beugung glättet bzw. entfaltet und so eine Bewegung der Kniescheibe von bis zu sieben Zentimetern ermöglicht. An den Seiten der Kniescheibe befinden sich zusätzlich Umschlagfalten der Kapsel (Recessus parapatellaris). An der hinteren Seite des Gelenkes, unter der Ursprungssehne des Kniekehlenmuskels, befindet sich der Recessus subpopliteus.

## Bänder
Da das Knie durch seine knöcherne Konstruktion sehr instabil ist, wird es durch zahlreiche Bänder gesichert. Sie verstärken damit die Gelenkkapsel, in deren äußere Schicht sie in der Regel eingebaut sind. Die Bänder des Knies werden nach ihrer Lage in vordere (ventrale), seitliche (kollaterale), hintere (dorsale) und zentrale Bänder eingeteilt.
|  |  |

### Vordere Bandsicherung

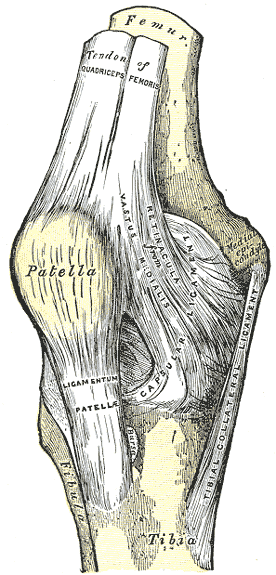
Rechtes Kniegelenk mit Bandapparat und Muskulatur (Ansicht von vorn, schematisch)

Das fünf bis sechs Millimeter dicke Kniescheibenband (Ligamentum patellae, „Patellasehne“) ist Teil der Gelenkkapsel und zieht als Fortsetzung der Quadrizepssehne vom unteren Rand der Kniescheibe bis zur vorderen Aufrauung des Schienbeines, der Schienbeinbeule (Tuberositas tibiae), wo es großflächig ansetzt. Mittig und seitlich zur Kniescheibe und zum Kniescheibenband verläuft ein weiteres Band (Retinaculum patellae). Dieses teilt sich in einen mittleren Anteil (Retinaculum patellae mediale), der aus dem zur Mitte gerichteten breiten Oberschenkelmuskel (Musculus vastus medialis) entsteht und einen seitlichen Anteil (Retinaculum patellae laterale), der sich aus dem seitlichen breiten Oberschenkelmuskel (Musculus vastus lateralis) bildet. Sie sind Teil der äußeren Schicht der Gelenkkapsel.
Bei Pferden sind drei Kniescheibenbänder – Ligamentum patellae laterale, intermedium und mediale – ausgebildet. Diese Konstruktion erlaubt die passive Fixation des Kniegelenks beim Schildern.

### Seitliche Bandsicherung
Das Knie hat zwei Seitenbänder: ein inneres (Ligamentum collaterale tibiale) und ein äußeres (Ligamentum collaterale fibulare). In Streckstellung sind beide Seitenbänder (auch Kollateralbänder genannt) gespannt und verhindern somit die Drehbewegung, in Beugestellung verkleinert sich der Krümmungsradius, Ursprung und Ansatz nähern sich einander an und die Bänder sind infolgedessen entspannt. Beide Seitenbänder stabilisieren das Kniegelenk in seitlicher Richtung (Frontalebene), damit ein Wegknicken in eine O-Bein-Stellung (Genu varum) oder X-Bein-Stellung (Genu valgum) verhindert wird.
Das Innenband (Ligamentum collaterale tibiale bzw. mediale) ist ein dreieckiges, flaches Band, das breitflächig vom Aufsatz des inneren Oberschenkelknochens (Epicondylus medialis femoris) zur Innenseite des Schienbeines (Facies medialis tibiae) verläuft. Es ist in die äußere Schicht der Gelenkkapsel eingebaut und mit dem Innenmeniskus verwachsen.
Es existieren drei verschiedene Fasergruppen:
- Die vorderen langen Fasern ziehen vom Aufsatz des inneren Oberschenkelknochens zur Innenseite des Schienbeines.
- Die hinteren oberen kurzen Fasern strahlen in den Innenmeniskus ein.
- Die hinteren unteren langen Fasern gelangen vom Innenmeniskus zum Schienbein.

Bei einem Riss des Innenbandes kann der Unterschenkel zur Seite bewegt werden („Aufklappphänomen“).
Das Außenband (Ligamentum collaterale fibulare bzw. laterale) ist ein kräftiges Band, das in seinem dorsalen Abschnitt zylinderförmig vom Aufsatz des seitlichen Oberschenkelknochens (Epicondylus lateralis femoris) zum Wadenbeinkopf (Caput fibulae) zieht. Es hat keine feste Verbindung zur Gelenkkapsel und den Menisken.
Das 2013 beschriebene anterolaterale Ligament zieht vom gleichen Ursprung wie das Außenband zum anterolateralen Schienbein und ist dort mittig zwischen Wadenbeinköpfchen und Tuberositas tibiae verwachsen. Zudem ist es fest mit dem Außenmeniskus verbunden.

### Hintere Bandsicherung

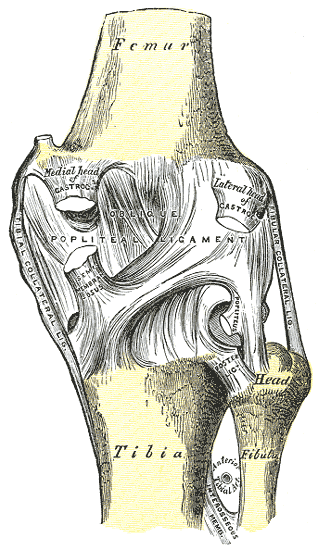
Rechtes Kniegelenk mit Bandapparat (Ansicht von hinten, schematisch)

Auf der hinteren Seite des Kniegelenks finden sich zwei Bänder. Das schräge Kniekehlenband (Ligamentum popliteum obliquum) entspringt an der Ansatzstelle des halbhäutigen Muskels (Musculus semimembranosus) am inneren Schienbeinknorren und verstärkt die hintere Seite der Gelenkkapsel, mit der sie verschmilzt. Das bogenförmige Kniekehlenband (Ligamentum popliteum arcuatum) hingegen zieht vom hinteren Wadenbeinkopf über den Ansatz des Kniekehlenmuskels hinweg und zieht ebenfalls als Verstärker der Kapsel mittig nach oben.

### Zentrale Bandsicherung
Die Kreuzbänder (Ligamenta cruciata) ziehen von der Grube zwischen den Oberschenkelknorren zum Schienbein. Von der Seite und von vorn betrachtet überkreuzen sie sich dabei in ihrem Verlauf.
Indem die Kreuzbänder ein verschobenes Abgleiten der Gelenkflächen nach vorn oder hinten (Translation) verhindern, stabilisieren sie das Knie. Zusätzlich hemmen sie die Drehbewegung, vor allem die Einwärtsdrehung, bei der sie sich umeinander wickeln und das vordere Kreuzband sich spannt. Bei der Auswärtsdrehung wickeln sie sich auseinander, wodurch das Knie bei maximaler Streckung immer ein wenig nach außen gedreht wird (Schlussrotation). Die klassische Verletzung des vorderen Kreuzbandes tritt daher, z. B. beim Skifahren, bei gebeugtem Knie und Einwärtsdrehung unter Gewalteinwirkung auf.
Eine Besonderheit ergibt sich durch die Lage der Kreuzbänder zur Gelenkkapsel. Sie liegen zwar innerhalb der äußeren Schicht der Gelenkkapsel (intrakapsulär), jedoch außerhalb der Innenhaut. Diese spart die Kreuzbänder nach hinten offen scharf U-förmig aus. Somit liegen sie außerhalb der eigentlichen Gelenkhöhle (extraartikulär). Diese Tatsache lässt sich entwicklungsgeschichtlich dadurch erklären, dass die Kreuzbänder während der Evolution von hinten eingewandert sind und dabei die Kapsel-Innenhaut mit nach vorne geschoben haben.
Bei isolierter Verletzung eines der beiden Kreuzbänder tritt das „Schubladenphänomen“ auf:
Bei einem kompletten Riss (Ruptur) des vorderen Kreuzbandes lässt sich das Schienbein gegenüber dem Oberschenkelknochen weiter nach vorne verschieben als das unverletzte Knie, bei einem Riss des hinteren Kreuzbandes entsprechend nach hinten.

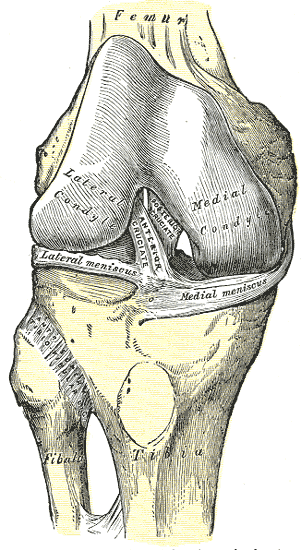
Rechtes Kniegelenk mit Bandapparat und Menisken (Ansicht von vorn, schematisch)

#### Vorderes Kreuzband
Das vordere Kreuzband (Ligamentum cruciatum anterius – bei Tieren Ligamentum cruciatum craniale) zieht von der vorderen Einmuldung zwischen den Schienbeinknorren zur Seite und etwas nach hinten, um an der Innenseite des seitlichen Oberschenkelknochens anzusetzen. Dabei teilt es sich in ein vorne-mittiges und in ein hinten-seitliches Bündel auf. Durch die weite Fächerung der Ursprungsfläche dieser Bündel ist sowohl bei Beugung, als auch bei Streckung ein Teil des vorderen Kreuzbandes gespannt. Dadurch verhindert es bei ausgestrecktem Bein eine Überstreckung (Hyperextension), während es bei Beugung dem Vorschub des Schienbeines entgegenwirkt („vordere Schublade“).

#### Hinteres Kreuzband
Das hintere Kreuzband (Ligamentum cruciatum posterius – bei Tieren Ligamentum cruciatum caudale) ist kräftiger und hat seinen Ursprung in der hinteren Einmuldung des Schienbeinplateaus und zieht nach vorne-mittig, um an der seitlichen Vorderfläche des inneren Oberschenkelknochens anzusetzen. Es spannt sich bei Beugung und verhindert damit ein nach hinten gerichtetes Weggleiten des Schienbeines (hintere Schublade). Bei ausgestrecktem Bein unterstützt das hintere Kreuzband das vordere beim Vorbeugen einer Überstreckung. Seine Hauptaufgabe ist jedoch die Stabilisierung des Knies bei Beugung und unter Last.

## Muskulatur

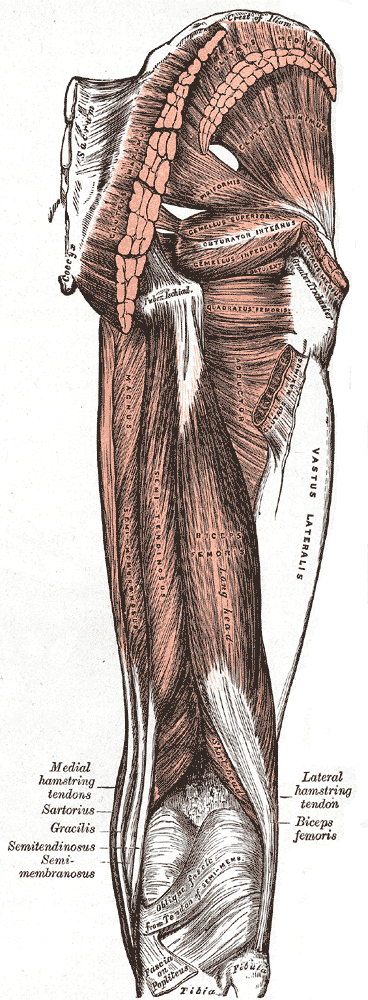
Die Beuger

Der Bandapparat wird von der umgebenden Muskulatur unterstützt. Nur durch Kooperation und wechselnde Einstellungen von Bandapparat und Muskulatur kann eine präzise Ausführung von Bewegungen, insbesondere in Beugestellung, erfolgen.

### Strecker
Der Oberschenkelknochen wird vorne von einem großen vierköpfigen Streckmuskel (Musculus quadriceps femoris) umfasst. Die drei breiten Muskeln (Musculus vastus medialis, Musculus vastus lateralis und Musculus vastus intermedius), sowie der gerade Muskel (Musculus rectus femoris) bilden diese vier Köpfe. Sie strecken das Knie, indem sie an der Schienbeinbeule ansetzen. Zwischen diesen Muskeln und ihrem gemeinsamen Ansatz, der als Kniescheibenband ausläuft, ist die Kniescheibe eingebettet. Der Streckmuskel (Extensor) setzt also zunächst an der Kniescheibe an. Von dort wird die Kraft über das Kniescheibenband auf den Unterschenkel übertragen.
Bei Vögeln ist der Musculus iliotibialis cranialis der einzige Streckmuskel des Kniegelenkes.

### Beuger
Beuger (Flexor) des Kniegelenks ist innen der längste Muskel des Körpers, der so genannte Schneidermuskel (Musculus sartorius). Er bildet mit zwei weiteren Muskeln, dem schlanken Oberschenkelmuskel (Musculus gracilis) und dem Halbsehnenmuskel (Musculus semitendinosus) einen gemeinsamen Ansatz weiter innen am Schienbein, den so genannten Gänsefuß (Pes anserinus superficialis). Weitere Beuger des Kniegelenks sind der zweiköpfige Oberschenkelmuskel (Musculus biceps femoris) und der zweiköpfige Wadenmuskel (Musculus gastrocnemius), der Teil des dreiköpfigen Unterschenkelmuskels (Musculus triceps surae) ist.
Bei Vögeln übernehmen der Musculus iliofibularis, Musculus ischiofemoralis, Musculus iliotibialis lateralis, die Musculi femorotibiales, der Musculus ambiens, der Musculus flexor cruris medialis und der Musculus flexor cruris lateralis die Beugung des Kniegelenkes.

### Beuger und Einwärtsdreher
Der Halbsehnenmuskel (Musculus semitendinosus), der halbhäutige Muskel (Musculus semimembranosus), der schlanke Oberschenkelmuskel (Musculus gracilis) und der Kniekehlenmuskel (Musculus popliteus) wirken ebenfalls als Beuger, sind jedoch zusätzlich für die Einwärtsdrehung zuständig (Innenrotator).

### Auswärtsdreher
Die Auswärtsdrehung (Außenrotation) übernimmt der Musculus biceps femoris.

## Bewegungen
Das Kniegelenk gestattet beim Menschen wegen der es umgebenden Gelenkkapsel und der innerhalb und außerhalb derselben liegenden Bänder nur die Beugung (Flexion) und Streckung (Extension) bis zu etwa 150°. Aufgrund der fehlenden Paarschlüssigkeit der Gelenkkörper existiert kein lokales Bewegungszentrum (wie z. B. im Hüftgelenk), vielmehr kommt es bei Beugung und Streckung zu einer Kombination aus Roll- und Gleitbewegung der Gelenkkörper, das Rollgleitlager genannt wird. Bei maximaler Streckung kommt es darüber hinaus – bei intaktem Bandapparat – zu einer Nebenbewegung, der so genannten Schlussrotation, bei der das Schienbein um einige Grade nach außen dreht.
Das Kniegelenk ist ein sogenanntes Dreh-Scharniergelenk (Trochoginglymus). Es besitzt fünf Freiheitsgrade. Unterschieden werden drei Verschiebungs- und zwei Drehbewegungsfreiheitsgrade. Unter den Verschiebungsfreiheitsgraden werden die Verschiebung nach vorne-hinten (anterio-posterior) und zur-Mitte-seitlich (medio-lateral) sowie Druck (Kompression) und Zug (Traktion) verstanden. Als Drehbewegungsfreiheitsgrade werden die Beugung und Streckung sowie Ein- und Auswärtsdrehung (Rotation) definiert. Die Drehbewegungen sind allerdings nur in gebeugtem Zustand möglich.
- Beugung bis ca. 120–150°
- Streckung bis ca. 5–10°
- Einwärtsdrehung um 10° (bei 90° Beugung)
- Auswärtsdrehung um 30–40° (bei 90° Beugung)

Beim Haushund steht das Kniegelenk in Ruheposition etwa in einem Winkel von 130° bis 140°. Der gesamte Bewegungsumfang bei Beugung und Streckung beträgt zwischen 90 und 130° und kann bei passiver Bewegung sogar noch überschritten werden. Im normalen Gang bewegt sich das Knie aber nur zwischen 110° in Beuge- und 150° in Streckstellung, der Bewegungsumfang beträgt also nur etwa 40°. Innen- und Außenrotation sind in der Streckstellung nur in sehr geringem Maße (5–10°) möglich, in Beugehaltung ist das Knie etwa 10–20° nach außen und 20–45° nach innen rotierbar.

## Arterien

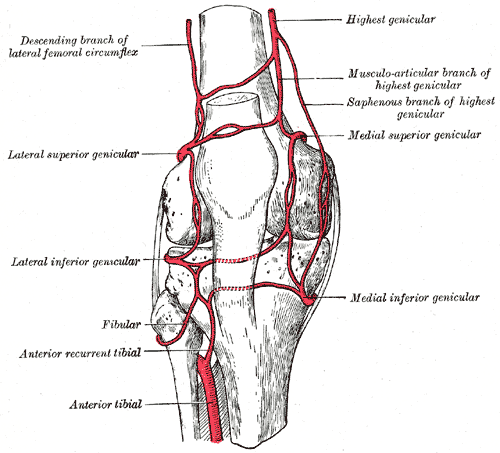
Arterielle Versorgung des Kniegelenkes (Ansicht von vorn, schematisch)

Die arterielle Versorgung des Kniegelenkes erfolgt durch eine Vielzahl verschiedener Arterien, die untereinander anastomosieren und so ein dichtes Kollateralnetzwerk (Rete articulare genus) ausbilden. Zu ihnen zählen:
- Arteria descendens genus
- Arteria genus media
- Arteria superior lateralis genus
- Arteria superior medialis genus
- Arteria inferior lateralis genus
- Arteria inferior medialis genus

## Erkrankungen
Knieschmerzen (synonym Gonalgie; ICD-10-GM-Code: M25.56 Gelenkschmerz, Unterschenkel, Kniegelenk) sind Schmerzen im Kniegelenkbereich und beruhen im Regelfall auf funktionellen oder morphologischen Veränderungen, zum Beispiel Gelenkverschleiß, Entzündungen oder Verletzungen, siehe dazu die folgenden Abschnitte.

### Brüche und Auskugelungen

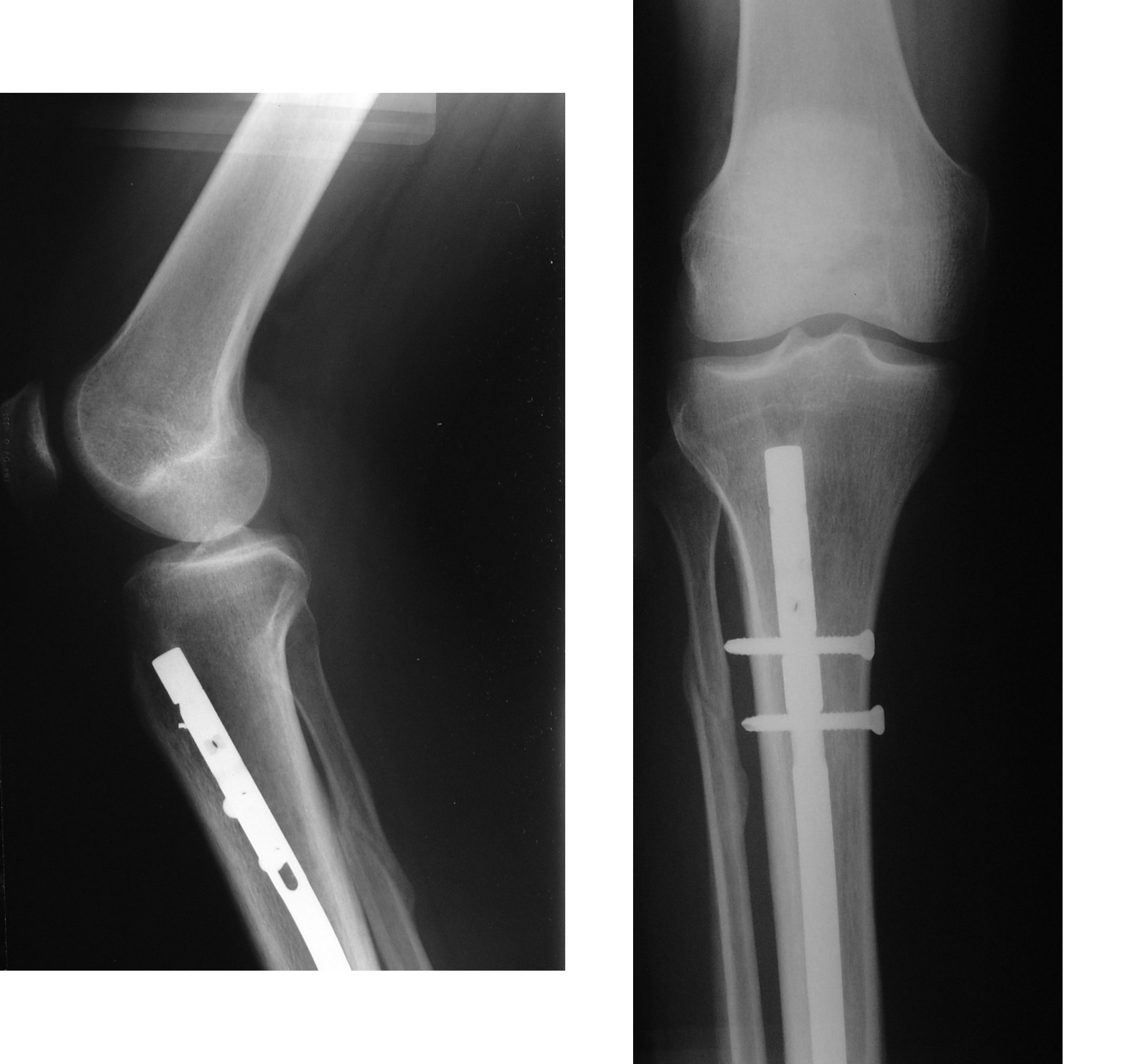
Schienbeinbruch mit einem Verriegelungsmarknagel versorgt (Osteosynthese)

Nach Verrenkungen (Luxationen) wird das Kniegelenk selten wieder völlig gebrauchsfähig, da bei dieser Verletzung eine Vielzahl von Bandstrukturen zerreißt. Das Herausspringen der Kniescheibe wird als Patellaluxation bezeichnet. Eine Sonderform ist die angeborene Knieluxation.
Die kniegelenkbildenden Knochenteile können brechen. Solche Brüche (Frakturen) müssen chirurgisch mittels Osteosynthese behandelt werden. Dabei werden die Knochenteile mit Stahl- oder Titanplatten und sogenannten Stellschrauben oder Marknägeln fixiert (Plattenosteosynthese). Häufig ist auch eine Wiederaufrichtung der unfallbedingt eingesunkenen Gelenkfläche und eine Unterfütterung mit körpereigenem Knochenmaterial oder keramischem Material erforderlich. Reine Spaltbrüche können auch lediglich mit Schrauben fixiert werden. Beschädigungen der Kniescheibe (Kniescheibenbrüche = Patellafrakturen) kommen sehr selten vor. Sie sind meist Folge eines direkten Sturzes auf die Kniescheibe. Dabei zerbricht die Kniescheibe in mehrere Teile. Es können Längs-, Quer- oder Mischbrüche entstehen. Einfache Brüche heilen bei zweckmäßiger Behandlung ohne bleibende Schäden. Komplexe Trümmerbrüche hinterlassen meist eine Funktionseinschränkung. Ein Querbruch muss immer operativ versorgt werden, da ansonsten die gewaltigen Kräfte des Quadrizeps zu Pseudarthrosen mit all ihren Komplikationen (z. B. Gelenkstufen) führen.

### Gelenkverschleiß
Eine sehr häufige Erkrankung des Kniegelenkes ist der Gelenkverschleiß (Arthrose). Am Knie nennt man ihn Gonarthrose. Er kann als Folge von Verletzungen, Fehlstellungen und Überlastungen, in zunehmendem Alter aber auch ohne erkennbare Ursache auftreten. Besonders häufig sind die Gonarthrosen als Folge von Fehlstellungen („O-Beine“ oder „X-Beine“). Gonarthrose wird mittels Röntgenaufnahmen diagnostiziert und ebenfalls meist in Form einer arthroskopischen Operation behandelt.

### Entzündung
Akute Entzündungen des Kniegelenks (Arthritis) können Folge einer Überlastung sein und werden dann in erster Linie durch Schonung behandelt. Der Gelenkverschleiß des Kniegelenkes kann entzündlich aktiviert sein. Im Rahmen rheumatischer Erkrankungen kann es zur entzündlichen Beteiligung des Kniegelenkes kommen. Infektionen des Gelenkes sind selten, aber sehr gefährlich und bedürfen der sofortigen Behandlung mit einer systematischen Antibiose und einer so genannten Saug-Spül-Drainage mit hochwirksamen Antibiotika.

#### Bakerzyste
Bei der Baker-Zyste (oder auch Poplitealzyste) handelt es sich um eine Ausbuchtung des Kniegelenkes nach hinten in die Kniekehle. Diese entsteht im Rahmen chronischer Entzündungsvorgänge aufgrund der vermehrten Produktion von Gelenkflüssigkeit durch eine Ausstülpung der hinteren Kniegelenkskapsel. Durch Umfangzunahme kann es zu Beschwerden, Schmerzen und Bewegungseinschränkung in der Kniekehle kommen.

#### Schleimbeutelentzündung
Die Kniegelenksschleimbeutel (insbesondere der vor der Kniescheibe liegende Schleimbeutel) sind leicht verletzbar z. B. bei Schürf- oder Risswunden und da sie häufig miteinander kommunizieren, breiten sich Infektionen leicht über das Knie aus. Ständige kleine Verletzungen (Mikrotraumatisierungen) können eine chronische Entzündung (Bursitis praepatellaris) verursachen, die meist nur über die Entfernung der Schleimbeutel zu beseitigen ist.

#### Ergüsse
Ergüsse des Kniegelenkes, die sich auf den hinter der Kniescheibe liegenden Schleimbeutel ausbreiten, verursachen eine Schwellung oberhalb der Kniescheibe. Dabei wird diese aus ihrer Führungsrinne gehoben und kann beim Tasten zur Seite bewegt werden. Durch Fingerdruck lässt sie sich wieder mit den Oberschenkelknorren in Kontakt bringen, schnellt jedoch beim Nachlassen des Druckes wieder zurück („tanzende Patella“).

### Gelenkmaus
Bei der Gelenkmaus (Osteochondrosis dissecans) handelt es sich um eine Knorpelschädigung, die an der Knorpel-Knochen-Grenze auftritt. Im Extremfall kann sich ein Stück des Knorpels mit anheftenden Knochenanteilen vom Knochen vollständig lösen und durch das Gelenk wandern. Hauptsächlich kommen Gelenkmäuse bei jugendlichen Sportlern vor, da sie ihre Gelenke viel belasten, wobei die genaue Ursache nicht bekannt ist. Daher ist auch eine Diagnose oft schwierig.

### Wackelknie
Das Wackelknie oder auch Knie-Schlottergelenk (Genu laxum) ist ein angeborenes oder erworbenes Phänomen einer Gelenkinstabilität, welches zum Beispiel bei Bindegewebsschwäche oder nach Unfällen, Entzündungen oder Muskellähmungen mit Störungen der Gewebetrophik entsteht. Es ist durch eine seitliche Instabilität des Knies gekennzeichnet, die durch überdehnte Seitenbänder bedingt ist. Die Überdehnung der Bänder kann unter anderem die Folge von versteiften Hüftgelenken sein, weil sich die Drehbewegungen des Beckens beim Gehen auf die Kniegelenke übertragen.

### Hohlknie
Das Hohlknie (Genu recurvatum, selten auch „Säbelbein“ genannt) kommt sehr selten vor. Die Ursache liegt häufig in einer Quadrizeps-Lähmung (häufige Folge der Kinderlähmung). Der Quadrizeps ist für die Streckung des Beines zuständig und sichert das Kniegelenk gegen ein Einknicken. Bei einer Lähmung kann das Kniegelenk nicht mehr gestreckt werden. Die Erkrankten versuchen, dies durch eine Vorneigung des Oberkörpers zu kompensieren. Dies kann durch eine Anspannung von Gesäßmuskulatur (vor allem des großen Gesäßmuskels Musculus gluteus maximus) und Wadenmuskulatur (vor allem des zweiköpfigen Wadenmuskels) erfolgen. Die Folge sind überdehnte Kniegelenksbänder und eine Überdehnung der rückwärtigen Kniegelenkskapsel. Während der Vorneigung entsteht im Bein ein Biegemoment, das das Kniegelenk nach hinten drückt (kann man leicht im Selbstversuch im Stand testen und spüren). Es befindet sich in einer überstreckten Haltung (Hyperextension).

### Meniskusschäden

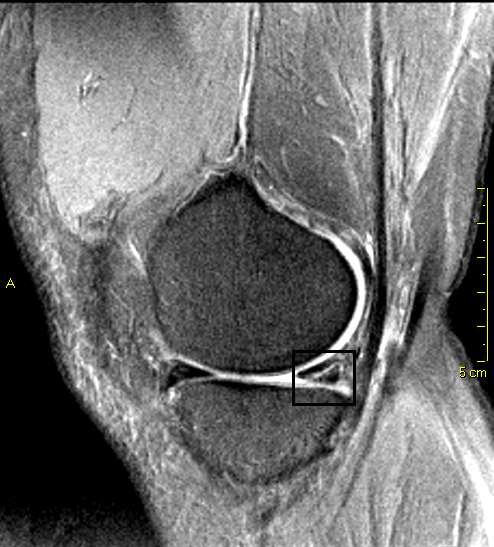
Innenmeniskushinterhornriss, schräg von der Basis
hinten-oben nach unten-vorn zum Knorpelbelag des Schienbeines verlaufend

Meniskusschäden sind relativ häufig. Sie entstehen meistens durch Überbelastung, können aber auch unfallbedingt oder angeboren sein (Scheibenmeniskus). Durch Überbelastung und Unfälle kann der Meniskus gequetscht werden oder reißen. Klassische Bewegungsmuster, die mit der Gefahr eines Meniskusrisses einhergehen, sind z. B. schnelle Streckungen des Kniegelenks, Rotation des gebeugten Kniegelenks unter Last (z. B. im Fußballsport typisch, Aussteigen aus einem Fahrzeug, wenn auf dem äußeren, gebeugten Standbein der restliche Körper drehend nachgezogen wird). Die mechanische Deutung dieser Verletzungsmechanismen geht davon aus, dass infolge erhöhter Reibung zwischen den Gelenkflächen der Meniskus nicht mehr vor den rollenden Gelenkkörpern ausweichen kann, sondern erfasst und damit abgerissen wird.
Ist der Meniskus beim Meniskusriss nur leicht betroffen, zum Beispiel beim Horizontalriss (Einriss im Längsverlauf, wobei sich eine Ober- und Unterlippe ausbildet), so kann er konservativ, also ohne Operation behandelt werden. Erst wenn ein massiver Riss, zum Beispiel ein so genannter „Korbhenkel“ (= längs verlaufender Meniskusriss mit Verschiebung abgerissener Meniskusteile in das Gelenk hinein), Querriss (vom freien Rand bis zur Basis) oder Lappenriss im Hinter- oder Vorderhorn (= Eine Kombination aus Längs- und Querriss) oder ein Abriss der Meniskusbasis, vorliegt, wird in der Regel die Entfernung des abgerissenen Anteils des Meniskus notwendig. Dies geschieht durch eine arthroskopische Operation. Der abgerissene Teil wirkt sich ansonsten im Gelenk wie ein Fremdkörper aus, der auch den Knorpel in besonderer Weise schädigt und damit zu frühzeitiger Arthrose führt. Risse im Bereich der Kapselgrenze können gegebenenfalls durch die Meniskoplexie (Refixierung der Meniskusbasis an der Kapsel mittels „Antackern“ oder Naht) behandelt werden. Da der Faserknorpel allerdings nur schwach durchblutet ist und aus diesem Grund auch nur über wenige Stoffwechselreserven verfügt, können Schäden am Meniskus nur selten ausheilen. Die Heilungschancen sind dabei umso höher, je näher sich der Riss an der kapselnahen Basis des Meniskus befindet, da hier die Blutversorgung am besten ist.

### Bänderrisse

#### Kreuzbandriss
Kreuzbandrisse kommen recht häufig vor. Sie entstehen durch die so genannte Flexions-Valgus-Außenrotations-Stellung. Das heißt, dass das Knie unfreiwillig gebeugt, in die X-Bein-Stellung und nach außen gedreht wird, wobei der Unterschenkel festgestellt ist. Typischerweise entstehen solche Verletzungen beim Skifahren, Handball oder Fußballspielen. Durch das Zerreißen der Bandstrukturen kommt es gleichzeitig zu Gefäßrissen, die eine Blutung in das Kniegelenk (Hämarthros) verursachen. Kreuzbandrisse werden im Schnelltest mittels des vorderen oder hinteren Schubladentests erkannt, d. h. bei gebeugtem Kniegelenk lässt sich das Schienbein gegen den Oberschenkelknochen verschieben und zwar nach vorne (Riss des vorderen Kreuzbands, „vorderes Schubladenphänomen“) oder nach hinten (Riss des hinteren Kreuzbands, „hinteres Schubladenphänomen“). Danach werden die Kreuzbandrisse meist mittels Kernspintomographie diagnostiziert. Behandelt wird ein Kreuzbandriss meistens, indem ein Stück eines anderen Bandes oder einer Muskelsehne entnommen wird, um daraus eine Kreuzbandplastik herzustellen.

#### Seitenbandriss
Innen- oder Außenbandrisse am Kniegelenk sind häufig Begleitverletzungen zu Kreuzbandrissen bis hin zu komplexen Bandläsionen im Rahmen einer Knieluxation. Die Operationsindikation ergibt sich aus der Pathologie der führenden Läsion (Kreuzband) und der mechanischen Auswirkung der Begleitläsion auf die Prognose der Gesamtverletzung. Hier gilt, dass bei älteren Kreuzbandrissen eine alleinige Bandplastik des VKB ohne Verstärkung der peripheren Strukturen auf Dauer erfolglos ist.  Bei MR geklärter isolierter Innenbandläsion genügt eine Bewegungsschiene für sechs Wochen mit einhergehender Physiotherapie zum Training der Beinmuskulatur.

## Untersuchungsmöglichkeiten

Magnetresonanztomographie-Aufnahme eines rechten Kniegelenks (Ansicht von der Mitte, bewegt)

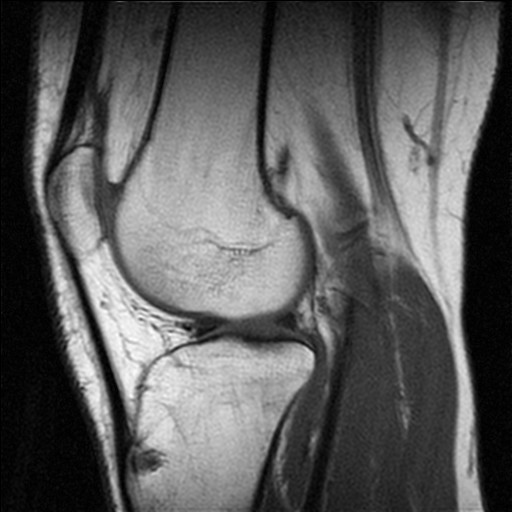
Magnetresonanztomographie-Aufnahme eines rechten Kniegelenks (Ansicht von der Mitte)

Beim Abtasten lassen sich bei Verdacht auf Meniskus- oder Bandverletzung Schmerzen auslösen. Die passive Bewegungsprüfung (so genannter „vorderer“ und „hinterer“ Schubladentest) dient zum Nachweis eines Kreuzbandrisses, ebenso die Überprüfung der Drehbewegungsstabilität (Pivot-Shift-Test). Bei der aktiven Bewegungsprüfung wird die Funktion des Kniegelenkes in Bewegung kontrolliert.
Als bildgebende Verfahren werden Röntgenaufnahmen, Sonographie, Arthrographie (kaum mehr angewendet), Magnetresonanztomographie (MRT) und Computertomographie (CT) eingesetzt. Eine Arthroskopie kann zur Darstellung innerer Strukturen angewendet werden.